# Cosmianthemum knoxiifolium
Cosmianthemum knoxiifolium là một loài thực vật có hoa trong họ Ô rô. Loài này được (C.B.Clarke) B.Hansen mô tả khoa học đầu tiên năm 1985.